# سباق باريس روبيه 1925
طواف باريس 1925 هو سباق دراجات هوائية أقيم بتاريخ 12 أبريل، تكون السباق من مرحلة واحدة، وامتدّ لمسافة 260 كم، وبسرعة 28.030 كم/س، استغرق السباق 9 ساعات و16 دقيقة و32 ثانية.